# Ringen van Macht
De Ringen van Macht (Engels: the Rings of Power) zijn de magische ringen uit de werken over de fictieve geschiedenis van de wereld en het continent Midden-aarde door J.R.R. Tolkien. Ze werden gesmeed in de Tweede Era tussen het jaar 1500 en 1600 door de Noldor uit Eregion.
Ook in het echte leven wordt een ring al eeuwen gebruikt als symbool voor aanvaarding van een ambt of bevestiging van afspraken. Zo ontving Koning Ardashir omstreeks 200 n. Chr de ring der macht van oppergod Ahura Mazda en ontvingen vazallen een ring als bevestiging van een feodale leenovereenkomst.

## Het vers over de Ringen van Macht
Het beroemde vers uit In de Ban van de Ring is een belangrijk onderdeel in de verhalen rond de Ringen van Macht. In het origineel luidden de beroemde regels zes en zeven:
Ash nazg durbatulûk, ash nazg gimbatul,
ash nazg thrakatulûk, agh burzum-ishi krimpatul.
Het volledige Nederlands vertaalde gedicht luidt:
Drie Ringen voor de elfenkoningen op aard',
Zeven voor de dwergvorsten in hun zalen schoon,
Negen voor de mensen, die de dood niet spaart,
Eén voor de Zwarte Heerser op zijn zwarte troon
In Mordor, waar de schimmen zijn.
Eén Ring om allen te regeren, Eén Ring om hen te vinden,
Eén Ring die hen brengen zal en in duisternis binden,
In Mordor, waar de schimmen zijn.
(Uit "In de Ban van de Ring" door J.R.R. Tolkien, vertaling door Max Schuchart.)
Het volledige oorspronkelijke Engels vertaalde gedicht luidt:
Three Rings for the Elven-kings under the sky,
Seven for the Dwarf-lords in their halls of stone,
Nine for Mortal Men doomed to die,
One for the Dark Lord on his dark throne,
In the land of Mordor where the shadows lie.
One Ring to rule them all, One Ring to find them,
One Ring to bring them all, and in the darkness bind them,
In the land of Mordor where the shadows lie.
(Uit het verhaal in de originele taal "The Lord of the Rings" door J.R.R Tolkien.)

## Eregion en het smeden van de Ringen van Macht
Op het eind van de Eerste Aera werd Morgoth verslagen. De meeste Noldor keerden terug naar het Verre Westen en vestigden zich op Eressëa in het gezicht van Valinor. Ook vele Sindar volgden hen. Sauron, de luitenant van Morgoth, toonde berouw, maar wilde niet naar Valinor gaan om veroordeeld te worden door de Valar en verborg zich.
Aan het begin van de Tweede Era waren er nog veel Noldor in Midden-aarde. Velen vestigden zich in Lindon. Vele Sindar trokken naar het oosten en vestigden zich in de wouden, zoals in het Grote Groenewoud en in Lothlorien.
Veel Dwergen verlieten hun steden in de Ered Luin en vestigden zich bij hun verwanten in Moria, dat sterk werd uitgebreid. In Moria wordt Mithril gevonden.
De Noldor, die bekend stonden om hun grote kennis en smeedkunst, trokken, na de vondst van Mithril, naar het oosten en stichten in het jaar 750 van de Tweede Aera Eregion, vlak bij de westpoort van Moria. Zij werkten nauw samen met de Dwergen. Er ontstaat vriendschap tussen de smeden van de Elfen en Dwergen.
Sauron lijkt nog steeds berouwvol, maar is verontrust door de opkomende macht van de Mensen van Numenor. Hij begint weer naar macht te streven. Hij vestigt zich daarop in Mordor en begint met de bouw van de Barad-dûr.
Sauron noemt zich Annatar, Heer der Gaven. Hij wendt zich tot de Noldor en biedt hen aan samen te werken. De hoge koning van de Eldar, Gil-galad en Elrond weigeren. In Eregion vindt hij wel gehoor. "Waarom zou Midden-aarde voor altijd verlaten en duister blijven, terwijl de elfen het even mooi zouden kunnen maken als Eressëa, nee zelfs als Valinor? En aangezien ge niet daarheen zijt teruggekeerd, zoals ge had kunnen doen, merk ik dat ge van Midden-aarde houdt, net als ik. Is het dan niet onze taak om samen te arbeiden voor haar verrijking en voor de verheffing van alle Elfengeslachten die hier onkundig ronddwalen tot de hoogte van de macht en kennis die zij hebben die voorbij de Zee wonen?", zo sprak Annatar/Sauron. Celebrimbor, de leider van de Elfen en de meestersmid, gaat akkoord. De Noldor leerden veel van Annatar, want zijn kennis was groot. In die dagen overtroffen de smeden van Ost-in-Edhil alles wat zij eerder hadden gemaakt. En rond het jaar 1500 bereiken de Elf-smeden het toppunt van hun vaardigheid en beginnen met het smeden van de Ringen van Macht. Maar Sauron leidde hun arbeid en hij was zich bewust van alles wat zij deden.
De Ringen van Macht werden oorspronkelijk Elf-ringen genoemd. Door Mensen werden het toverringen genoemd. Elfen-ringen waren er in allerlei soorten. Zoals Gandalf uitlegt: “Sommige waren sterker dan andere. De minder sterke ringen waren slechts proefstukken voor het ambacht tot volle ontwikkeling was gekomen, en voor de Elf-smeden waren het niet meer dan bagatellen – maar toch, naar mijn mening, gevaarlijk voor stervelingen. Maar de grote ringen, de Ringen van Macht, waren levensgevaarlijk.”
Rond het jaar 1590 worden de drie Elf-ringen gesmeed. Tien jaar later smeedt Sauron de Ene Ring. Op dat moment doorziet Celebrimbor de plannen van Sauron en verbergt de drie Elfen-ringen.
De Elf-ringen waren gevaarlijk voor stervelingen, maar ze waren zeker niet slecht of kwaadaardig van zichzelf. Voor de Elfen hadden zij een ander doel. Dat veranderde toen Sauron, in het bezit van de kennis van de vervaardiging van de Ringen van Macht, de Ene Ring maakte. Alle Ringen kwamen hierdoor onder de invloed van de ene Ring en werden gecorrumpeerd.
Nadat Sauron de Ene ring had gemaakt verborgen de Elfen de Drie Ringen. Maar toen op het eind van de Tweede Era de Ring van Sauron hem werd afgenomen door Isildur konden de Elfen de Drie Ringen gedurende de Derde Era gebruiken. Toen echter de Ene Ring werd gevonden kwamen ook de Drie Ringen opnieuw in gevaar: als Sauron de Ene Ring zou herkrijgen, dan zou alles wat met de Drie Ringen zou zijn bereikt aan hem geopenbaard worden. En ook zou hij de geesten van degenen die de Ringen droegen kunnen doorzien. Tegelijk: als de Ene Ring zou worden vernietigd zouden de Elfenringen ook hun macht verliezen.
Toen Celebrimbor de Ringen verborg begon Sauron de oorlog. Eregion werd in 1697 onder de voet gelopen. De Noldor werden gedood of moesten vluchten. Sauron maakte de Ringen die de Elfen hadden gemaakt buit, met uitzondering van de Drie Ringen van de Elfenvorsten.
Van de Ringen van Macht die hij had buit gemaakt schonk hij er zeven aan de Dwergenkoningen en Negen aan de Koningen van Mensen.
Zoals gezegd is het aantal Ringen van Macht die gemaakt werden door de Elfen-smeden onbekend. Wel werd een 20-tal van de Grote Ringen bekend, zoals in het gedicht over de Ringen verteld wordt, dat als motto dient voor het boek van Tolkien.

## De Drie Ringen van de Elfen
Hoewel de Noldor na de Eerste Era naar het westen konden terugkeren besloot een deel van hen in Midden-aarde te blijven. Ze bleven uit liefde voor Midden-aarde, maar ook begeerden zij de onveranderlijke schoonheid van het land van de Valar. Zoals Tolkien toelicht in een van zijn brieven: “Vandaar het maken van de Ringen; want de drie Ringen waren juist begiftigd met het vermogen tot behoud van het oude, niet tot het ontstaan van iets nieuws. Hoewel ze onbezoedeld waren, omdat ze niet door Sauron waren gemaakt of aangeraakt, waren ze niettemin ten dele producten van zijn onderrichten uiteindelijk in de macht van de Ene.”
De Drie Ringen voor de Elfen waren gemaakt door Celebrimbor en zijn nooit aangeraakt door Sauron. Elke Ring had zijn eigen eigenschappen:
Narya, de Ring van Vuur, versierd met een rode steen. Deze Ring berustte oorspronkelijk bij Cirdan, de Scheepsbouwer. Bij de komst van de Istari naar Midden-aarde gaf hij de Ring aan Gandalf: “Neem deze Ring, Meester,” zei hij, “want uw inspanningen zullen zwaar zijn, maar hij zal u steunen in de vermoeienis die ge op u hebt genomen. Want dit is de Ring van Vuur, en hiermee kunt u de harten opnieuw ontsteken in een wereld die kil wordt”.
Enigszins was dit te merken tijdens het beleg van Minas Tirith, wanneer Gandalf als hij rond gaat, weer moed aan de wanhopigen geeft.
Nenya, de Ring van Water. Dit is de enige ring die bij zijn oorspronkelijk eigenaar bleef, want Celebrimbor gaf deze Ring aan Vrouwe Galadriel. Galadriel gebruikte de Ring om Lothlorien te behoeden voor het voorbijgaan van de tijd. De Ring was gemaakt van mithril, met een witte steen die straalde als een ster. Nenya werd ook de Ring van Diamant genoemd.
Vilya, de Ring van Lucht, de machtigste van de Drie Ringen. Celebrimbor gaf deze Ring aan de elf Gil-galad, de koning van Lindon en de Hoge Koning van de Elfen in de Tweede Era. Kort voor de laatste veldslag met het Grote Bondgenootschap van Elfen en Mensen tegen Sauron, droeg hij de Ring over aan Meester Elrond. Deze Ring was van goud met een grote blauwe saffier.
De Drie Ringen verlieten na de Oorlog om de Ring Midden-aarde en werden door hun dragers naar het Westen gebracht.

## De Zeven Ringen van de Dwergen
Nadat Sauron Eregion had veroverd en de Ringen van Macht had buitgemaakt schonk hij Zeven Ringen aan de Dwergenkoningen. Het doel was de dragers van de Ringen te controleren dankzij de Ene Ring.
Dat werkte niet bij de Dwergen. En dat kwam door de aard van de Dwergen zelf, dat was een volk dat iedere overheersing standvastig het hoofd bood. Hun levens werden niet aangetast door enige Ring, de gedachten van hun harten zijn moeilijk te doorgronden, en ook kunnen zij niet tot schaduwen worden gemaakt. Wel was de eigenlijk gunstige werking die de Ringen konden hebben teniet gedaan. De Ringen versterkten nu de liefde van dwergenharten voor goud en rijkdom.
"Zij gebruikten hun ringen alleen om rijkdom te verwerven; maar woede en een overweldigende lust naar goud werden in hun harten aangewakkerd, waarvan naderhand genoeg kwaad tot voordeel van Sauron strekte." Het verhaal gaat dat de basis van elke schat van de Dwergen een Ring van Macht was.
Vier Dwergenringen gingen verloren doordat Draken de Dwergschatten plunderden. De drie overige Ringen wist Sauron in de loop der tijden weer in zijn bezit te krijgen.
Durin III, de koning van Moria had een Ring. Volgens de Dwergen was deze Ring door Celebrimbor gemaakt en had Durin III deze Ring van de Elfen gekregen, en niet van Sauron, hoewel zijn invloed er ongetwijfeld in werkte na het smeden van de Ene Ring. De Dwergen vermoeden dat de vele tegenspoed die de erfgenamen van Durin te verduren kregen, veroorzaakt waren door Sauron, die de Ring wilde verkrijgen. De koningen van Durins lijn hielden de Ring verborgen. Maar later werd bekend dat hij in het bezit was geweest van Thrór, en dat deze hem had overgedragen aan zijn zoon Thráin.
Toen Thráin al op hoge leeftijd was werd hij gevangen genomen door dienaren van Sauron. Hij werd naar Dol Guldur gebracht, gemarteld en hij stierf daar. De Ring werd hem afgenomen.

## De Negen Ringen van de Mensen
In de zestiende eeuw van de Tweede Era gaf Sauron Negen Ringen aan machtige menselijke Heren, die tot de Zwarte Numenoreanen werden gerekend. Sauron beloofde dat de Ringen hun een lang leven zouden geven en macht over andere Mensen. Daarmee verstrikte hij hen. De Ringen schonken inderdaad een lang leven, maar de beloofde onsterfelijkheid bleek een dodelijke en eeuwigdurende verlenging van hun dagen, zodat het leven hun ondraaglijk werd. Zij verwerden tot niet-dode schepselen, vervuld van de boosaardigheid van hun meester. Zij werden de Ringgeesten, de Nazgûl, de verschrikkelijkste dienaren van Sauron.
De Ringgeesten verschenen voor het eerst in het jaar 2251 van de Tweede Era. Zij dienden Sauron de hele Era, maar verdwenen in de schaduwen toen Sauron ten val werd gebracht en hem de Ene Ring werd afgenomen.
Na de vondst van de Ene Ring keerden ook de Nazgûl weer terug. In die tijd droegen de Ringgeesten niet zelf hun Ringen. Sauron had die Ringen in bewaring om hen te overheersen. De Negen Ringen werden vernietigd bij de val van Sauron en de Barad-dur.

## De Ene Ring
De Ene Ring, de Grote Ring of de Regerende Ring werd gesmeed door Sauron zelf rond het jaar 1600 van de Tweede Era. De ene Ring was, op de Silmarillen na, het krachtigste kunstwerk dat ooit werd gemaakt. "De elfen nu maakten vele ringen, maar in het geheim maakte Sauron Eén Ring om alle te regeren, en hun macht was ermee verbonden, om er geheel aan onderworpen te zijn. En veel van de sterkte en wilskracht van Sauron ging in die Ene Ring over; want de macht van de elfen-ringen was zeer groot en datgene dat hen moest regeren, moest iets van weergaloze macht zijn; en Sauron smeedde hem in de Vuurberg in het Land van Schaduw. En terwijl hij de ene Ring droeg, kon hij alle dingen die er gebeurden, door middel van de mindere ringen zien, en hij kon de gedachten van degenen die ze droegen, zien en beheersen."
De geschiedenis van de Ene Ring is bekend geworden. Hij werd door Sauron in de Tweede Era gebruikt om zijn macht te vergroten. Dankzij de Ring kon hij de koning van Numenor in zijn macht krijgen, wat leidde tot de val van Numenor.
Sauron verloor de Ring in de oorlog tegen het laatste Bondgenootschap van Elfen en Mensen. Isildur sneed de Ring van Saurons vinger en nam de Ring als Erfstuk van het Noordelijk Koninkrijk Arnor.
Al spoedig daarna werd Isildur gedood en verdween de Ring in de Anduin.
Toen Sauron weer langzaam vorm begon te krijgen in het zuidelijk Demsterwold, in Dol Guldur, lijkt ook de Ring weer te ontwaken. Hij wordt gevonden door de Hobbit Déagol, die direct vermoord wordt door Sméagol, die later bekend zou worden als Gollem.
Gollem verdween met de Ring in een ondergronds toevluchtsoord. Hier werd de Ring uiteindelijk gevonden door de Hobbit Bilbo.
Bilbo had de Ring lang in zijn bezit, maar gebruikte de Ring slechts weinig, vooral om onzichtbaar te worden. Later zou hij de Ring afstaan aan zijn neef Frodo. Deze speelde een centrale rol in het vernietigen van de Ring, waardoor ook Sauron definitief werd vernietigd.

## Saruman
Van de vijf Istari die naar Midden-aarde waren gekomen had met name Saruman zich gespecialiseerd in Ringen-kunde. Hij begon al vroeg de kennis over de Ringen van Macht te bestuderen, hun ontstaan en hun geschiedenis. En hij verdiepte zich steeds verder in de kennis van de Ringen van Macht en in hun smeedkunst. Blijkbaar heeft hij zelf ook geprobeerd een eigen Ring van Macht te maken: Saruman noemt zichzelf Ringen-maker en draagt een Ring aan zijn vinger.

## Nibelungen
De ringsymboliek in Tolkiens werk lijkt sterk op die van het Nibelungenlied. Waarschijnlijk is er dan ook sprake van directe verwantschap. Er zijn echter ook beweringen dat de overeenkomsten zijn ontstaan doordat beiden thema's uit de Germaanse sagenwereld in hun werk opnamen.